# الطقوس (فلم)
الطقوس (بالإنجليزية: The Ritual) هو فيلم رعب تم إنتاجه في المملكة المتحدة، وصدر سنة 2017 من بطولة ريف سبال، وهو مقتبس من رواية تحمل نفس الاسم.

## القصة
مجموعة من زملاء الدراسة يُعيدون التمام شملهم من جديد خلال رحلة عبر الغابات، ولكن ينقلب لقاؤهم إلى مواجهة خطيرة مِن قِبَل كيان خطير يطاردهم في الغابة.

## الميزانية والإيرادات
حقق الفيلم أرباحًا تقدر من 1.3 مليون إلى 1.5 مليون دولارًا أمريكيًّا.

## وصلات خارجية
- مقالات تستعمل روابط فنية بلا صلة مع ويكي بيانات

- الطقوس على Netflix
- الطقوس على IMDb
- الطقوس على Rotten Tomatos
- الطقوس على Allmovies
- الطقوس على Metacritic